# رابرت هروبی
رابرت هروبی (چکی: Robert Hrubý؛ زادهٔ ۲۷ آوریل ۱۹۹۴) بازیکن فوتبال اهل جمهوری چک است.
از باشگاه‌هایی که در آن بازی کرده‌است می‌توان به باشگاه فوتبال اسلاویا پراگ اشاره کرد.
وی همچنین در تیم‌های ملی فوتبال زیر ۲۱ سال جمهوری چک، و جمهوری چک بازی کرده‌است.